# Rue de La Trémoille
La rue de La Trémoille (prononcer « La Trémouille ») est une voie du 8e arrondissement de Paris.

## Situation et accès
Située dans le quartier François-Ier, elle commence au 14, avenue George-V et se termine au 27, rue François-Ier.
Le quartier est desservi par la ligne de métro 9 à la station Alma - Marceau.

## Origine du nom

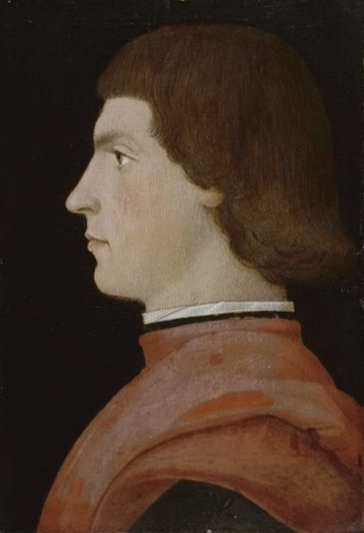
Louis II de La Trémoille.

Elle porte le nom de Louis II de La Trémoille, vicomte de Thouars, prince de Talmont (1460-1525), gouverneur et lieutenant-général de Bourgogne qui remporta de nombreuses victoires durant les guerres d'Italie et mourut à la bataille de Pavie.

## Historique
Cette voie, ouverte par un décret du 28 juillet 1881, prend sa dénomination actuelle par un arrêté du 30 avril 1883. 
Le « passage Gautrin » a été supprimé par l'ouverture de cette rue.

## Bâtiments remarquables et lieux de mémoire
- No 14 : hôtel de La Trémoille. Le 26 octobre 1932, le commissaire Barthelet débarque dans un appartement de l'hôtel appartenant à la Banque commerciale de Bâle. Il tombe sur un sénateur et 245 000 francs en liquide (environ 140 000 euros actuels), divers documents et 2 000 noms de fraudeurs qui ont recours à la banque suisse pour ne pas payer la taxe de 20 % sur les placements à l'étranger[1],[2]. Michel Audiard occupe plusieurs années la chambre 102, payée par la production, afin d'y écrire des scénaris[3].
- No 20 : Eugénie Fougère (1861-1903), « danseuse excentrique », comme on disait vers 1900, abritait au 20 ses diamants[4]. Cette célèbre demi-mondaine fut assassinée à Aix-les-Bains par sa camériste et deux complices, aux fins de lui voler ses bijoux.
- No 22 : dans les années 1920, légation de l'Argentine[5].
- No 26 : dans les années 1900, consulat général du Salvador[6].
- En 1943, l'orfèvre et créateur de bijoux Jean Després vient habiter dans un appartement situé dans cette rue ; il a également son magasin à le même adresse.